# Pleaux
Pleaux (okzitanisch: Plèus) ist eine französische Gemeinde mit 1.464 Einwohnern (Stand: 1. Januar 2022) im Département Cantal in der Region Auvergne-Rhône-Alpes; sie gehört zum Arrondissement Mauriac und zum Kanton Mauriac.

## Geographie
Pleaux liegt etwa 28 Kilometer nordwestlich von Aurillac. Der Gemeindeteil Tourniac ist eine Exklave nördlich der übrigen Gemeinde; dieser wird im Norden von der Dordogne begrenzt, die Gemeinde im Übrigen im Süden durch die Maronne. Der Incon, ein Nebenfluss der Maronne durchquert das Gemeindegebiet. Umgeben wird Pleaux von Soursac und Chalvignac im Norden, Brageac, Chaussenac, Barriac-les-Bosquets und Ally im Norden und Nordosten, Sainte-Eulalie im Osten, Besse im Südosten, Saint-Martin-Cantalès und Arnac im Südwesten, Saint-Julien-aux-Bois im Westen sowie Rilhac-Xaintrie im Westen und Nordwesten.
Durch die Gemeinde führt die frühere Route nationale 680 (heutige D680).

## Geschichte
1972 wurde Pleaux aus den bis dahin eigenständigen Gemeinden Loupiac, Saint-Christophe-les-Gorges und Tourniac gebildet.

## Bevölkerungsentwicklung
| Jahr                       | 1962 | 1968 | 1975 | 1982 | 1990 | 1999 | 2006 | 2019 |
| Einwohner                  | 1710 | 1645 | 2531 | 2328 | 2146 | 1823 | 1667 | 1463 |
| Quellen: Cassini und INSEE |      |      |      |      |      |      |      |      |

## Sehenswürdigkeiten
- Kirche Saint-Jean-Baptiste
- Kapelle Notre-Dame du château im Ortsteil Saint-Christophe-les-Gorges
- Kapelle im Ortsteil Enchanet (Chapelle du Rocher)
- namenlose Kapelle im Ortsteil Laboudie
- Kirche Notre-Dame im Ortsteil Enchanet
- Kirche Saint-Christophe im Ortsteil Saint-Christophe-les-Gorges
- Kirche Saint-Loup im Ortsteil Loupiac
- Kirche Saint-Victor im Ortsteil Tourniac
- Ruinen der Burg Branzac, Monument historique
- Talsperre Enchanet an der Maronne

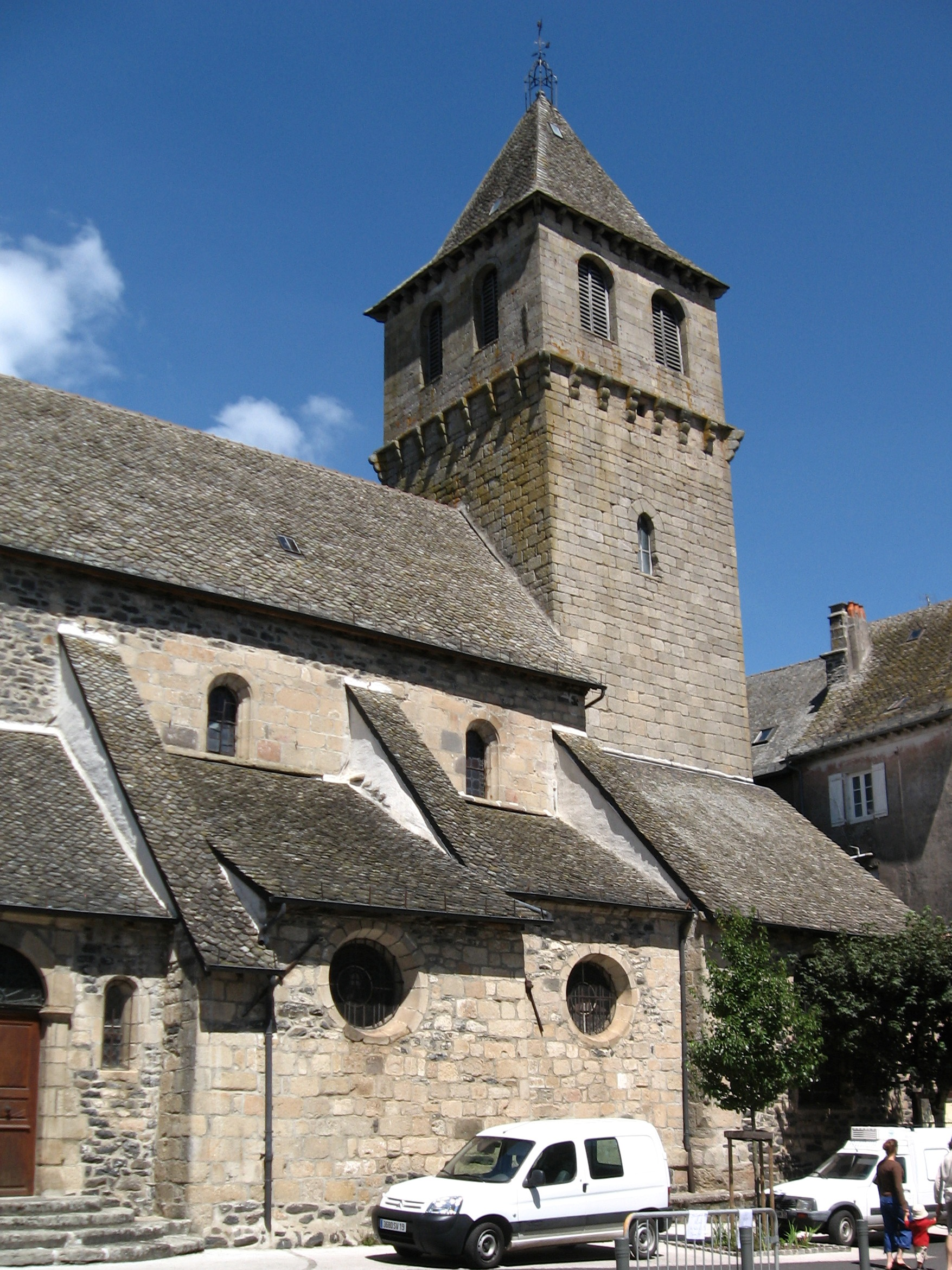
Kirche Saint-Jean-Baptiste
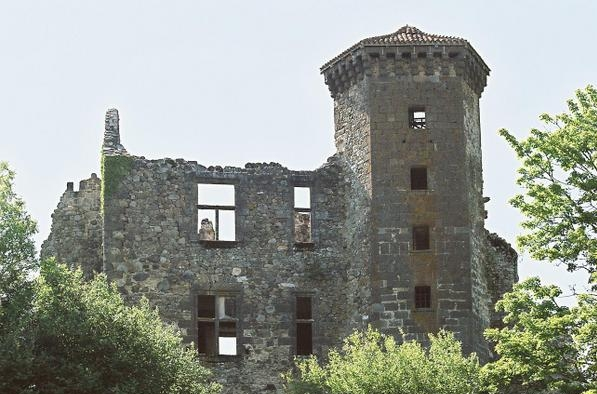
Burgruine
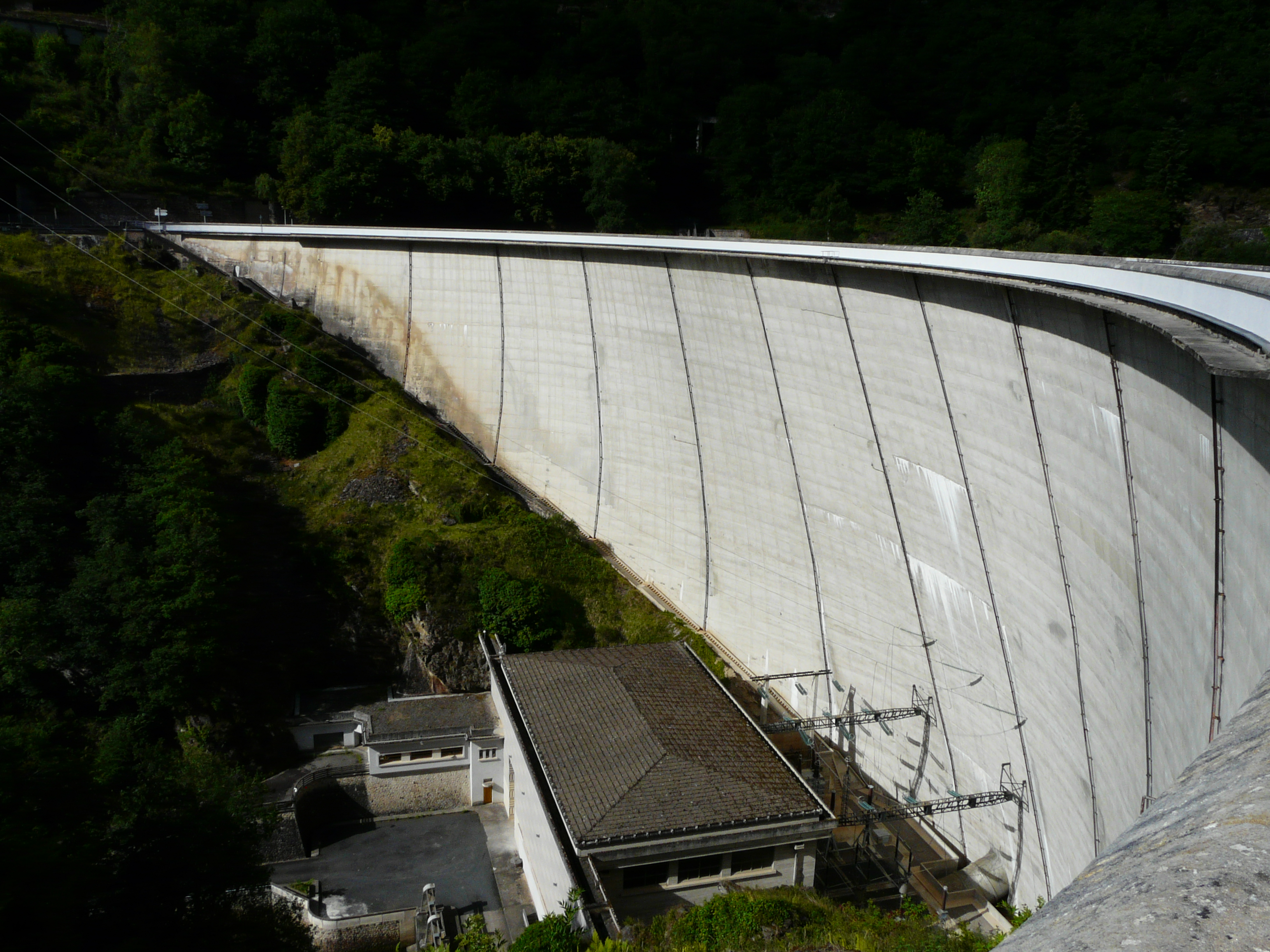
Staumauer der Talsperre Enchanet